# Eskand (ort i Iran)
Eskand (persiska: اسكند, اَسكَند) är en ort i Iran.   Den ligger i provinsen Zanjan, i den nordvästra delen av landet, 260 km väster om huvudstaden Teheran. Eskand ligger 1 953 meter över havet och antalet invånare är 294.
Terrängen runt Eskand är kuperad åt nordost, men åt sydväst är den platt.Runt Eskand är det ganska tätbefolkat, med 80 invånare per kvadratkilometer. Närmaste större samhälle är Do Asb, 19,9 km nordväst om Eskand. Trakten runt Eskand består i huvudsak av gräsmarker.